# Стефан II Амасійський
Патріарх Стефан II Амасійський (9 століття , Амасья  — 18 липня 927 ) — Патріарх Константинопольський з 29 червня 925 по 15 липня 928 року.

## Життєпис
До посвяти в патріарший сан Стефан був митрополитом Амасійським.
29 червня 925 року візантійським імператором Романом I Лакапіном Стефана Амасійського було оголошено Константинопольським патріархом після смерті Миколая I на тимчасовий проміжок, поки власний син Романа, Феофілакт, не досяг достатнього віку, щоб обійняти цей пост. Стівен Рансімен називає його «навмисною нікчемністю».
Стефан II 8 жовтня 927 року взяв участь в укладенні мирної угоди з Болгарією, яка скріплювалася шлюбним союзом Марії, доньки імператора Христофора Лакапіна, та царя Петра I. Благословення відбувалося у храмі Пресвятої Богородиці.
Патріарх Стефан ІІ помер 15 липня 928 року.
Пам'ять святого відзначається щороку 18 липня.